# Toromonas
Los toromonas son un pueblo indígena de Bolivia clasificado como pueblo aislado. Se cree que un escaso número de toromonas vive cerca del alto río Madidi y del río Heath en el noroeste de Bolivia. Por resolución administrativa n.° 48/2006 de 15 de agosto de 2006, fue creada una "reserva exclusiva e inviolable" en una porción del parque nacional Madidi del departamento de La Paz para proteger a los toromonas que pudieran existir allí. La mayoría de la superficie del parque permanece aún inexplorada.
Desde la promulgación del decreto supremo n.º 25894 el 11 de septiembre de 2000 el idioma toromona -una de las lenguas tacanas- es una de las lenguas indígenas oficiales de Bolivia, lo que fue incluido en la Constitución Política al ser promulgada el 7 de febrero de 2009. Ethnologue estima en unos 200 hablante del toromona en 2004 y la Promotora Española de Lingüística en 25.
Los censos bolivianos de 2001 y de 2012 no registraron población toromona.
Vivían alejados de todo.

## Historia
Ningún no nativo ha contactado formalmente a esta tribu. Durante la colonización española, los españoles encontraron dificultades para establecerse en el área de la cuenca del Amazonas, donde su objetivo principal era encontrar un lugar secreto llamado Paititi, un supuesto escondite de los tesoros más grandes que los incas ocultaban a los españoles. Hay algunos registros históricos que confirman que los incas sellaron túneles subterráneos en ceremonias rituales. Las leyendas y crónicas dicen que los toromonas eran aliados de los incas y los ayudaron a esconder sus tesoros. El padre Miguel Cavello Balboa escribió sobre una ciudad de oro y describió a Paititi como un lugar protegido por mujeres guerreras; también mencionó a la tribu toromona con notas de que no tenían piedad al matar. La desaparición de españoles que buscaban los tesoros fue entonces atribuida a los toromonas y entre los tacanas se les atribuyen desapariciones.
Los toromonas se encontraban desde hace varios siglos entre los ríos Madre de Dios, Toromona y el arroyo Asunta en las provincias Iturralde y Manuripi del departamento de Pando, en el área de la triple frontera con Perú y con el departamento de La Paz. En la década de 1980 eran unas pocas familias amenazadas por petroleros, madereros y caucheros y se cree estos colonos los extinguieron. Se dedicaban al cultivo del maíz, legumbres y calabazas, a la caza y a la pesca. Aunque adoptaron la cría de algunos ganados y aves de corral por contacto con otras culturas, nunca tuvieron un contacto formal con el Estado boliviano.
El explorador británico Percy Harrison Fawcett desapareció en el área en 1911. El biólogo noruego Lars Hafskjold buscó exhaustivamente a los toromonas y se hizo muy famoso por su desaparición en algún lugar de la región del parque Madidi en 1997. En los años 2000, 2001 y 2003 el argentino Pablo Cingolani y el antropólogo Álvaro Díaz Astete expedicionaron al parque nacional Madidi en busca de Hafskjold, sin encontrarlo ni hallar toromonas, aunque sí posibles rastros de su existencia en el valle del río Colorado. Por esta razón fue creada en 2006 una reserva para ellos y se prohibió nuevas expediciones.
Se cree que los toromonas han sido vistos ocasionalmente por otros pueblos indígenas de la región. En el siglo XXI el antropólogo Michael Brohan fue informado por miembros de la tribu araona que se habían contactado con un grupo en aislamiento voluntario en la orilla oriental del río Manurini, que hablaban toromona o un dialecto casi ininteligible del araona.
Existe un poblado que lleva el nombre de Toromona, pero está habitado por criollos.